# Заліська волость
56°21′15″ пн. ш. 28°06′10″ сх. д. / 56.35405185° пн. ш. 28.10290458° сх. д.
Заліська волость (латис. Zaļesjes pagasts) — одна з адміністративних територій Лудзенського краю на його південному сході, на кордоні з Росією, на берегах Зилупе. Межує з містом Зилупе свого повіту, волостями Лаудер, Пасієн, Бригі, Нірза та Істра, а також із Себежським районом Псковської області Росії.

## Історія
У 1945 році в волості Пасєнес Лудзенського краю було створено сільську раду Залесєс. Село Залесєс входило до Зилупського (1949-1959) та Лудзенського (1959-2009) районів. У 1954 році до села Залесєс було приєднано ліквідоване село Бондарі, а в 1960 році — ліквідоване село Горошева. У 1965 році до села Пасієнес приєднано територію радгоспу «Пасієнес», у 1977 році — частину території міста Зилупе. У 1990 році село реорганізовано у волость. У 2002 році волость Залесєс об’єдналася з містом Зилупе, утворивши Зилупський край. У 2021 році Зилупський край було включено до Лудзенського краю.

## Населення
За даними ЦСУ, у 2016 році в парафії проживало 696 жителів. Залеська волость — одна з волостей Латвії, абсолютну більшість жителів якої становлять росіяни, латиші — лише третя за чисельністю етнічна спільнота після білорусів. Згідно з даними перепису 2011 року, у волості проживало 53,41% росіян, 20,79% білорусів, 20,64% латишів і 3,03% поляків.